# التعليم في نابلس
التعليم في نابلس تُعتبر مدينة نابلس مركزًا تعليميًا مُهمًا على مستوى فلسطين، فتحتضن المدينة طُلاب جامعيين من جميع المدن الفلسطينية لدراسة التخصصات المُختلفة. وتعتبر نسبة الأمية في محافظة نابلس متدنية قياسا بمحيطها المحلي والإقليمي إذ لا تتجاوز 4.7%. وتحتضن مدينة نابلس أكبر صرح تعليمي على المستوى الفلسطيني إذ تحتل جامعة النجاح الوطنية المركز الأول بين الجامعات الفلسطينية، بينما حققت تقدما كبيرًا على مستوى التصنيف العربي والدولي، وجاءت في المركز الخامس عربيًا والمركز 1160 عالميًا وذلك حسب التقييم العالمي للجامعات، وتضم أكثر من 21,000 طالب.

## التاريخ

### التعليم قبل 1948
وفي مطلع القرن العشرين كان في نابلس المدارس الرسمية الآتية: اثنتان ابتدائيتان: الأولى تأسست عام 1879، والثانية أقيمت بعد ذلك بسنتين.
وفي سنة 1909 بنى المتصرف فتحي بك مدرستين ابتدائيتين: إحداهما شرقي البلدة، والأخرى غربيها، وقد دعيتا «رشادية شرقية مكتب ابتدائي» و«رشادية غربية مكتب ابتدائي»؛ نسبة إلى السلطان محمد رشاد. وأما في عهد الانتداب البريطاني على فلسطين، فبلغ عدد المدارس الرسمية عام 1944 تسع مدارس: خمس للبنين، وأربع للبنات. وبلغ عدد الطلاب في مدارس البنين في ذلك العام 1.676 طالباً يعلمهم 47 معلماً (بينهم ثلاثة معلمين يتقاضون رواتبهم من لجنة المعارف المحلية). ومن هؤلاء الطلاب 1.643 في الصفوف الابتدائية السبعة و23 طالباً في الصفين الأول والثاني الثانويين التابعين لمدرسة الصلاحية التي كانت تقيم في بناية مدرسة الرشادية الشرقية. وفي نابلس أيضاً مدارس خصوصية ومدارس أجنبية كلها في المستوى الابتدائي وفي عام 1944 كانت هذه المدارس تضم 168 طالبة و87 طالباً.
يبين الجدول التالي عدد طلاب المدارس (ذكورًا وإناثًا) لعام 1943-1944:
| الطلاب والطالبات في مدارس نابلس  | العدد |
| -------------------------------- | ----- |
| عدد الطلاب في جميع مدارس نابلس   | 2.294 |
| عدد الطالبات في جميع مدارس نابلس | 1.590 |
| عدد البنين من سن 5 إلى 15        | 3.350 |
| عدد البنات من سن 5 إلى 15        | 3.100 |

## التعليم العالي

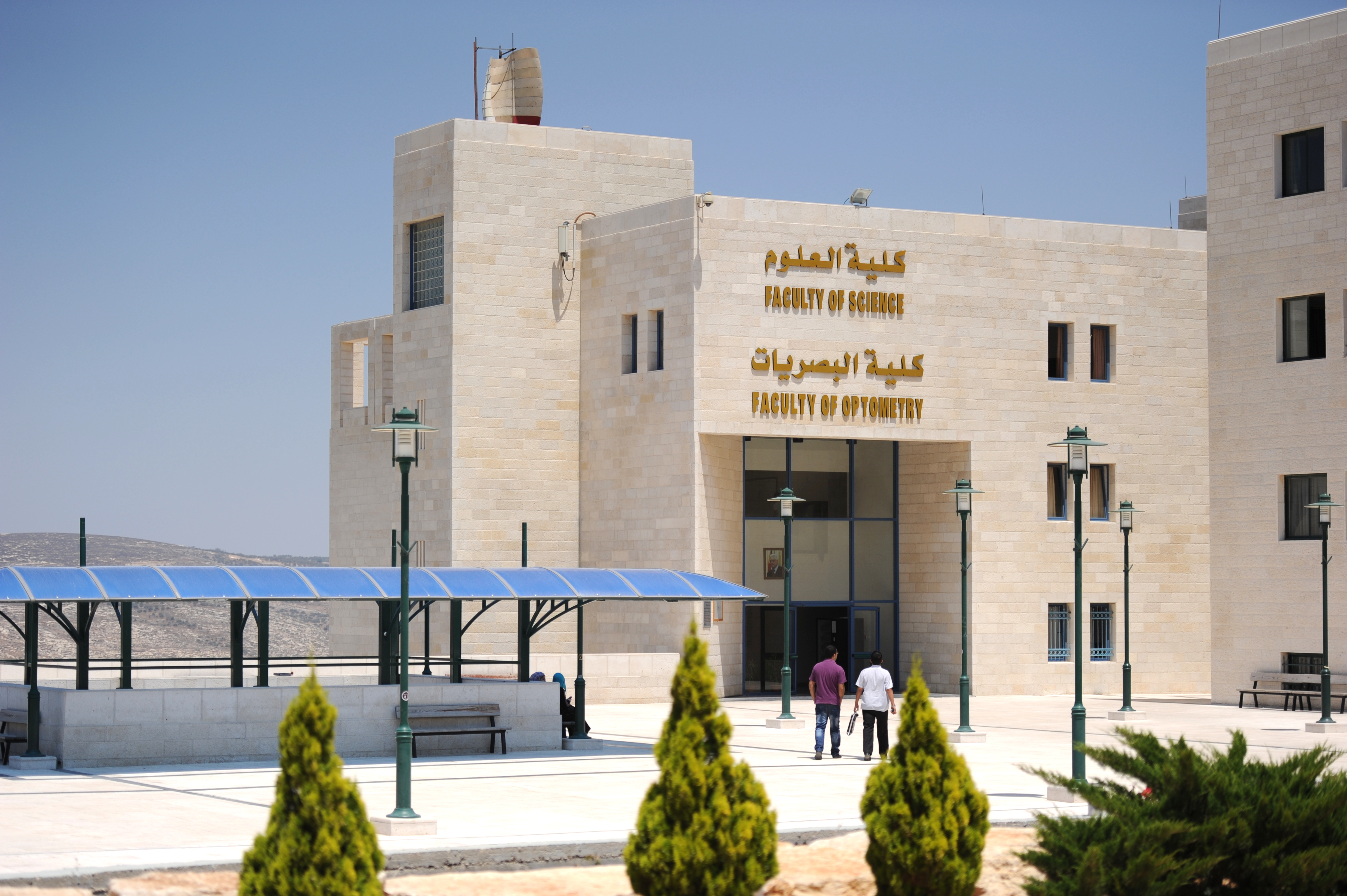
جامعة النجاح الوطنية.

توجد في مدينة نابلس جامعتان، جامعة النجاح الوطنية الأكبر في الضفة الغربية والتي تضم عشرين كلية، تأسست الجامعة عام 1918 حيث بدأت كمدرسة النجاح، ثم ما لبثت أن تطورت إلى كلية النجاح الوطنية في العام 1941 لتمنح درجة الدبلوم، وإلى كلية تمنح الدرجة الجامعية المتوسطة في العام 1965، ورأت النور بوصفها جامعة في العام 1977، مبتدئة بكليتي العلوم والآداب، ثم أصبحت تضم مرافقها 20 كلية علمية، تمنح درجة البكالوريوس في 66 برنامجاً، ودرجة الماجستير في 35 برنامجا، وبرنامجاً يمنح درجة الدكتوراه في الكيمياء، بالإضافة إلى 21 تخصصاً في الدبلوم المتوسط (كلية هشام حجاوي التكنولوجية وكلية مجتمع النجاح)، والعديد من المراكز العلمية والبحثية المختلفة. يضم الحرم الجديد كليات الفنون الجميلة، القانون، الدراسات العليا، الطب البشري، الهندسة، العلوم، الصيدلة، البصريات، التمريض، تكنولوجيا المعلومات، والتربية الرياضية، إضافة إلى مسرح سمو الأمير تركي بن عبد العزيز، والمسرح المكشوف والمعهد الكوري الفلسطيني المتميز لتكنولوجيا المعلومات ومركز السموم والمعلومات الدوائية وعيادة طب العيون ومعهد الطب العدلي، إضافة إلى مباني الإدارة والنشاط الطلابي والمطعم ومرفقاته والأسواق والمسجد والمكتبة، ويبلغ عدد طلابها 19,116 من سكان المدينة ومن خارجها.
جامعة القدس المفتوحة، وتضاعف عدد الطلاب في فرع الجامعة في نابلس أكثر من خمسة أضعاف منذ بدء تقديم خدماتة عام 1991، نظرًا للزيادة الطبيعية في أعداد الطلبة بشكل عام، ونتيجة لنجاح فكرة التعليم المفتوح في فلسطين بشكل خاص، وملاءمتها لتطوير مؤهلات الطلاب الملتحقين بالجامعة حسب احتياجات العصر، ولما تشكله محافظة نابلس من كثافة سكانية عالية، وما تمثله مدينة نابلس من مركز جذب اقتصادي وعلمي وثقافي وسياحي عبر التاريخ الطويل. وتضم الجامعة أربعة كُليات كالتالي: كلية التكنولوجيا والعلوم التطبيقية وكلية التنمية الاجتماعية والأسرية وكلية العلوم الإدارية والاقتصادية وكلية التربية وتضم كل كلية أكثر من تخصص.
توجد في المدينة أيضًا كلية الروضة للعلوم المهنية إضافةً إلى مراكز ثقافية مثل المنتدى التنويري الثقافي الفلسطيني والنادي الثقافي الاجتماعي ومركز حواء الثقافي وملتقى بلاطة الثقافي والمركز الثقافي الفرنسي وفرع للمجلس الثقافي البريطاني.

## التعليم الابتدائي والثانوي
تُعتبر الكتاتيب أقدم صور التعليم الذي عرفته مدينة نابلس، حيث كانت تُدرس العلوم الدينية بالإضافة إلى القراءة والحساب والعلوم، وظهرت هذه الكتاتيب في المساجد والزوايا، وكانت مدرسة العماد عبد الحافظ بن بدران من أقدم كتاتيب المدينة. أما أول مدرسة بنيت في مدينة نابلس عام 1880 فكانت المكتب الابتدائي. وفي عام 1890 بنيت المدرسة الرشادية نسبة إلى السلطان العثماني محمد رشاد، وفي عام 1900 بنيت المدرسة الرشادية الغربية (الفاطمية حاليًا). وفي عام 1903، بلغ عدد المدارس الرسمية أربع مدارس ضمت 214 طالبًا بالإضافة إلى مدرستين إسلاميتين وست مدارس مسيحية، وفي عام 1918 بنيت مدرسة النجاح الوطنية (مدرسة ابن الهيثم حاليًا) التي وفد إليها طلاب من الجزائر بعد الاستقلال لتلقي العلوم فيها، وكانت هي المدرسة الثانوية الوحيدة في نابلس آنذاك.
عانت المدينة من مشاكل تعليمية ومن أهمها ما يُسمى «الدوام المسائي» (وهي فترة ثانية من دوام مجموعة ثانية من الطلاب غير تلك الأولى بعد الأنتهاء من الدوام الصباحي) وكان يستمر حتى ساعة مُتأخرة مما كان يؤثر على برنامج الطالب النابلسي، لكن وضعت بلدية نابلس خطة لإنهاء هذه المُشكلة وهذا ما حدث فعلًا، حيث بلغت عدد المدارس التي تم تشييدها 23 مدرسة خلال الفترة 2006-2010.

### المدارس العامة
وفقًا للإحصائيات الرسمية لعام 2012-2013، بلغ عدد المدارس في مدينة نابلس 186 مدرسة التي تضم 61,918 طالبًا في المدارس الحكومية. من أكبر المدارس الحكومية من حيث عدد الطلاب:
- مدارس البنين: مدرسة ابن قتيبة الأساسية للبنين وتضم 888 طالبًا من الصف الأول الابتدائي حتى الصف التاسع الإعدادي ومدرسة ابن الهيثم الاساسية للبنين والتي تضم 760 طالبًا من الصف الأول إلى التاسع ومدرسة عبد الحميد السائح تضم 467 طالبًا.
- مدارس البنات: مدرسة الحاجة رشدة المصري الثانوية للبنات تضم 924 طالبة وتضم صفوف ثانوية للعلوم الإنسانية «الأدبي».

وتوجد مدارس ثانوية للبنين أخرى مثل: مدرسة الملك طلال بن عبد الله الثانوية تضم 356 طالبًا بالفرعين العلمي والأدبي، ومدرسة الكندي الثانوية للبنين ويبلغ عدد طلابها 552 الفرع الأدبي.

### المدارس الخاصة
تحظى المدارس الخاصة بسمعة طيبة في نابلس لجودة التعليم وحصول طُلابها على معدلات مرتفعة في امتحان التوجيهي على مستوى فلسطين، من أهم المدارس الخاصة: المدرسة الإسلامية ويوجد لها ثلاثة فروع، الإسلامیة الأساسیة للبنات تضم 212 طالبة والإسلامية الأساسية للبنين 826 طالبًا والثانوية الإسلامية للبنين من الصف السابع إلى العاشر بالإضافة إلى القسم العلمي. مدارس طلائع الامل الثانویة الجدیدة المختلطة وتنقسم إلى عدة فروع إلى حضانة ومبنى المدرسة الرئيسي الذي يضم صفوف من الصف الأول حتى الصف الثاني ثانوي بفرعيه الأدبي والعلمي، الصفوف المُختلطة حتى الصف الثالث ويسمح للبنات فقط إكمال الدراسة فيها بعد ذلك.

## المكتبات والمراكز الثقافية
مكتبة بلدية نابلس العامة هي أقدم وأكبر المكتبات في الضفة الغربية حيث أنشئت عام 1960 في حديقة الشويترة العامة في وسط مدينة نابلس. تحتوي المكتبة على العديد من الموسوعات والكتب المهمة والقيمة المتعلقة بالتاريخ والجغرافيا وعلم الديانات والطب والاقتصاد وقسم خاص بالأطفال  وغيرها. ويوجد حول المكتبة حديقة مليئة بالزهور والأشجار، يوجد في مكتبة نابلس أكثر من 80,000 كتاب ومخطوطة.
يوجد في مدينة مراكز ثقافية كثيرة، مركز الطفل الثقافي تم تأسيسه عام 1998 في مبنى قديم تم ترميمهُ، يُقدم المركز العديد من الدورات في شتى المواضيع مثل دورات الحاسوب والموسيقى وفنون الرسم والخط العربي ودورات في اللغة الإنجليزية، بالإضافة إلى المسابقات المختلفة والعروض السينمائية والوثائقية.
أما مركز بلدية نابلس الثقافي، تم تأسيسة عام 2003 بمبادرة من السيد حمدي منكو، ويعتبر المركز من أهم انجازات بلدية نابلس من حيث التنوع في الأنشطة والفعاليات التي تسهم في تلبية احتياجات الأطفال والشباب في منطقة نابلس. حيث تضم أنشطة المركز النواحي الثقافية والاجتماعية والتعليمية والعلمية. فلا يخدم هذا المركز أبناء مدينة نابلس فقط، بل سيلبي احتياجات أكثر من 54 مُجمعًا سكنيًا في المناطق المجاورة للمدينة.
ويوجد في المدينة أيضًا العديد من المعاهد التعليمية والتي تُقدم دروس لطلاب المدينة في العديد من التخصصات مثل الرياضيات والكيمياء والفيزياء واللغة العربية واللغة الإنجليزية وغيرها.

## المتاحف
مع أن مدينة نابلس تُعتبر مدينة قديمة وتحتوي على الكثير من الأثار البيزنطينية والإسلامية إلا أن المدينة لا تحتوي على عدد مُعتبر من المتاحف، يوجد في نابلس متحفان، متحف القصبة هو أول متحف يقام في مدينة نابلس وشمال الضفة الغربية. أقيم المتحف على آثار رومانية تحت المدينة القديمة في نابلس، ويضم شارعاً رومانياً ودرجاً يؤدي إلى القناة المائية الرومانية إضافة إلى انه يحوي الآن قواعد وتيجان أعمدة وأجزاء منها. وصل عدد معروضاته إلى 865 قطعة أثرية وتراثية تم التبرع بمعظمها من قبل المواطنين. تعرض المتحف للتخريب من جنود الاحتلال الإسرائيلي أثناء اجتياح المدينة في العام 2002، حيث تم تدمير الأبواب والأسوار المقامة حوله، ما تسبب في دمار العديد من محتوياته ونهب ما تبقى منها. ويوجد متحف سامري أُقيم على قمة جبل جرزيم عام 1997 للتعرف على ديانة وتراث السامريين.

## البحث العلمي
أُنشئت عمادة البحث العلمي والدراسات العليا التابعة لجامعة النجاح الوطنية في عام 1986، ثم تم فصلها في عام 1995 عن كلية الدراسات العليا، لتصبح عمادة قائمة بذاتها. تولي جامعة النجاح الوطنية البحث العلمي عناية خاصة، وتعده من أهم وظائفها، فهو سبيل لرفع مستواها العلمي وخدمة المجتمع الفلسطيني بشكل خاص، والمجتمع العربي بشكل عام، وزيادة المعرفة الإنسانية. وتخصص الجامعة في الميزانية السنوية للبحث العلمي مبلغاً لدعم البحث والكتب المنهجية والعلمية في الجامعة،  وأصدرت عمادة البحث العلمي من عام 1996 حتى 2012 14 كتابًا باللغة العربية بتخصصات هندسة الزلازل ومصرفية وتمولية والتربية البدنية وخمسة كُتب باللغة الإنجليزية بتخصصات صيدلية والعوامل الاقتصادية والاجتماعية.